# Hala Arena
La Hala Arena est une enceinte sportive à Poznań en Pologne inauguré en 1974 d'une capacité totale de 6 200 personnes (4 200 sièges permanents et 1 500 places additionnelles). Elle est utilisée généralement pour le volley-ball, mais aussi pour la Remes Cup, compétition annuelle de football en salle.
Elle fait partie des salles utilisées pour le tour préliminaire de l'Eurobasket 2009.

## Évènements
- Remes Cup
- Ligue mondiale de volley-ball
- Championnat d'Europe de basket-ball 2009

## Galerie

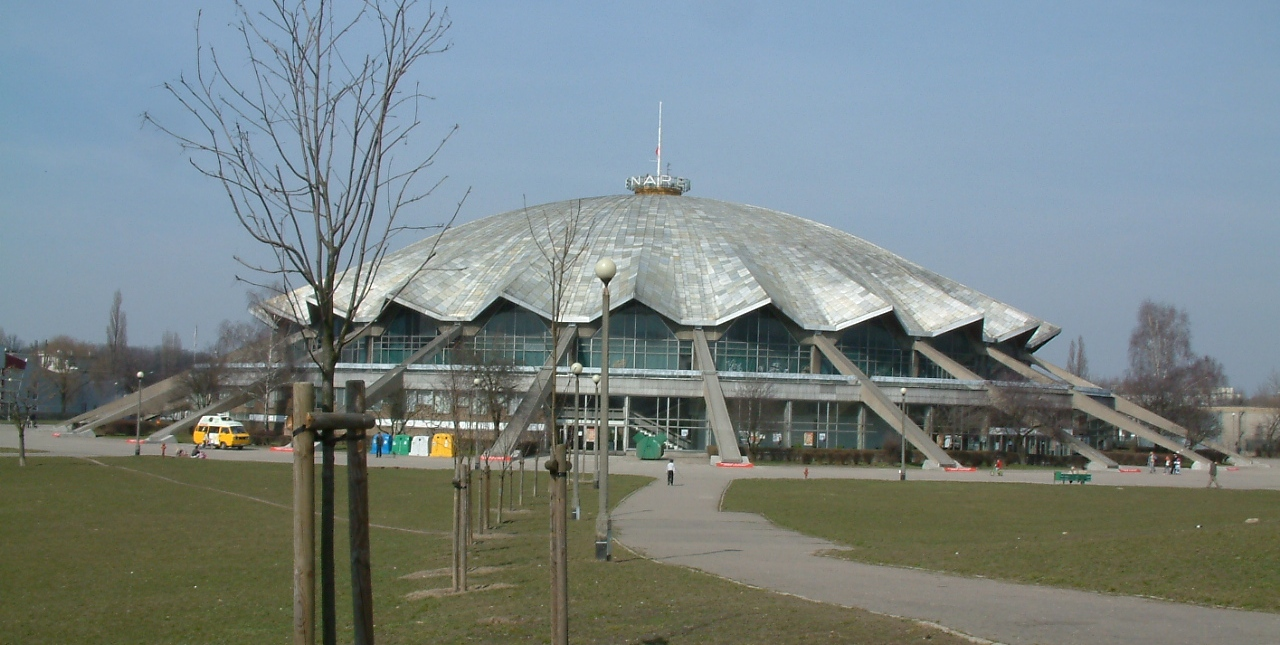
Hala Arena à Poznań
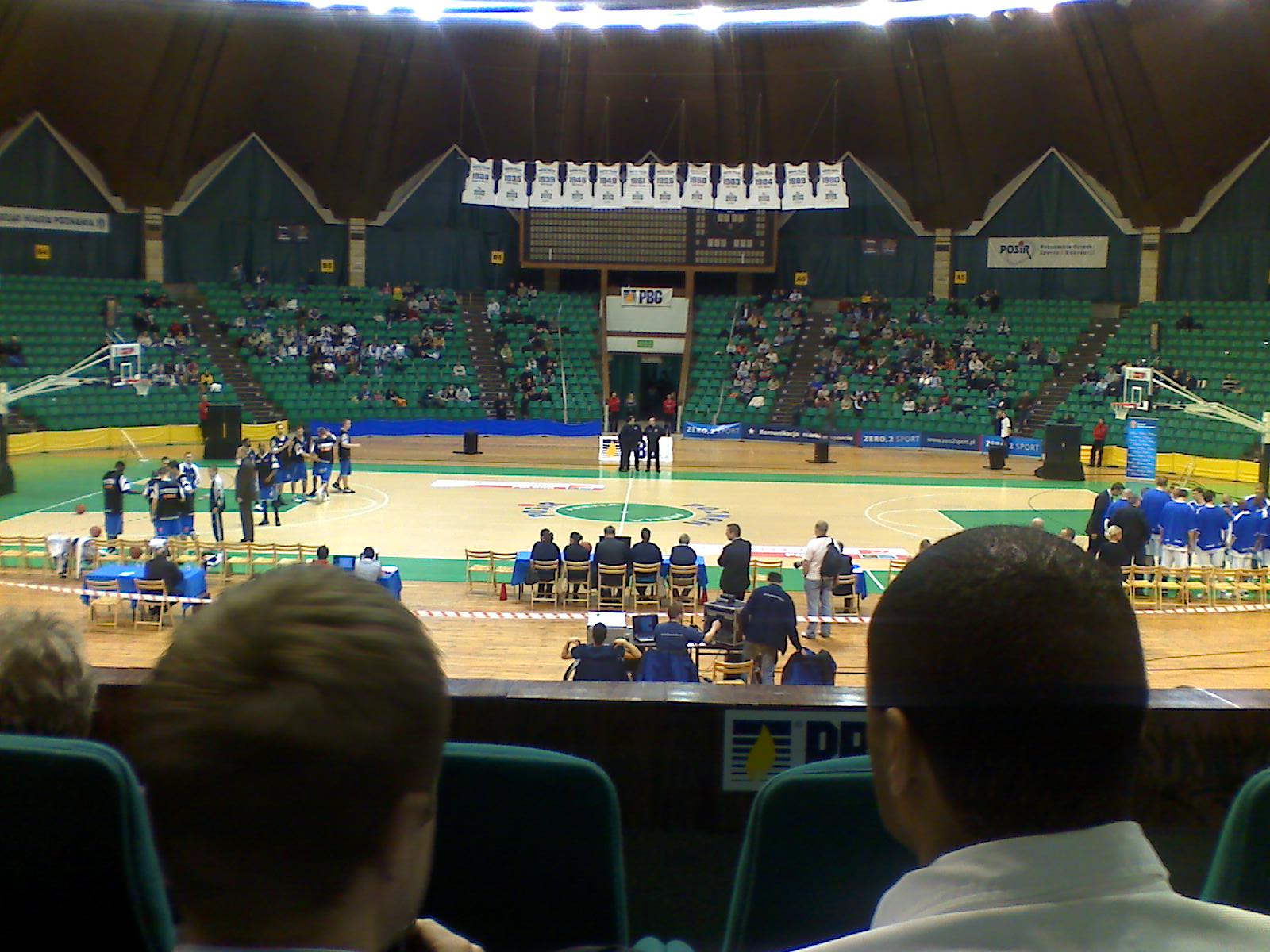
Intérieur de la salle